# Pražská ofenzíva
Pražská operace nebo též Pražská ofenzíva (6. května – 11. května 1945, rusky Пражская наступательная операция, Pražskaja nastupatělnaja operacija) byla poslední větší ofenzíva na východní frontě druhé světové války. Ofenzíva výrazně napomohla a uspíšila osvobození Československa v roce 1945.

## Plánování a příprava
Pražská operace byla plánována postupně již od února 1945. Vzhledem k situaci, kdy se na území Čech a Moravy nacházela silná armáda o počtu zhruba 900 tisíc mužů, bylo zřejmé, že postup přes hraniční hory bude obtížný a že ještě dojde k náročným bojům. Německý kancléř Adolf Hitler v půlce dubna nařídil síly v Čechách ještě posílit; domníval se totiž, že právě sem bude směřovat hlavní sovětský útok.
Na jaře 1945 pronikaly na české území jak Rudá armáda od východu, tak Armáda Spojených států amerických od západu. Američtí velitelé se ale do Prahy nehrnuli, z vojenského hlediska považovali za důležitější úder proti severnímu Německu a do Rakouska. Osvobození Prahy tak mělo připadnout Sovětům. Sovětský diktátor Josif Vissarionovič Stalin usiloval o zřízení "zóny bezpečnosti" na západní hranici SSSR; do této zóny mělo patřit i Československo. Britský premiér Winston Churchill ale požadoval, aby Prahu osvobodili Američané; obával se, že v opačném případě by se poválečné Československo mohlo dostat do sovětské sféry vlivu. Osvobození Prahy Američany si přál také československý exilový prezident Edvard Beneš, který doufal, že by to oslabilo postavení komunistů. Stalin ale 24. dubna 1945 oznámil, že vltavskou kotlinu osvobodí Rudá armáda. Američané si nechtěli Sověty pohněvat, protože počítali s jejich pomocí v závěrečném boji proti Japonsku. Americký prezident Harry S. Truman tedy 1. května odpověděl, že americká vojska nebudou Prahu dobývat. Britům a představitelům Československa nezbývalo než se podvolit.
Pražská operace se měla uskutečnit útokem ze tří stran směrem na Prahu, přičemž mělo dojít k osvobození podstatné části Čech. Ze Saska měla útočit vojska 1. ukrajinského frontu maršála I. S. Koněva, z jižní Moravy měla útočit vojska 2. ukrajinského frontu pod velením maršála Rodiona Malinovského a ze severní Moravy a Slezska měl postupovat 4. ukrajinský front generála Andreje Jeremenka. Počátkem května 1945 došlo k podstatné změně situace, kdy Rudá armáda dobyla Berlín a německá vojska přestala prakticky klást odpor západním spojencům. 
Operace měla začít 7. května, ale 5. května vypuklo Pražské povstání a povstalci žádali spojence o pomoc. Vedoucí československé vojenské mise v Moskvě Heliodor Píka po půlnoci 6. května tlumočil Sovětům žádost československé exilové vlády o leteckou přepravu asi 600 vojáků na pomoc Praze. Sovětský vůdce Josif Vissarionovič Stalin místo toho rozhodl, že ofenzíva začne neprodleně, tedy o den dříve, než bylo plánováno.

## Poměr sil

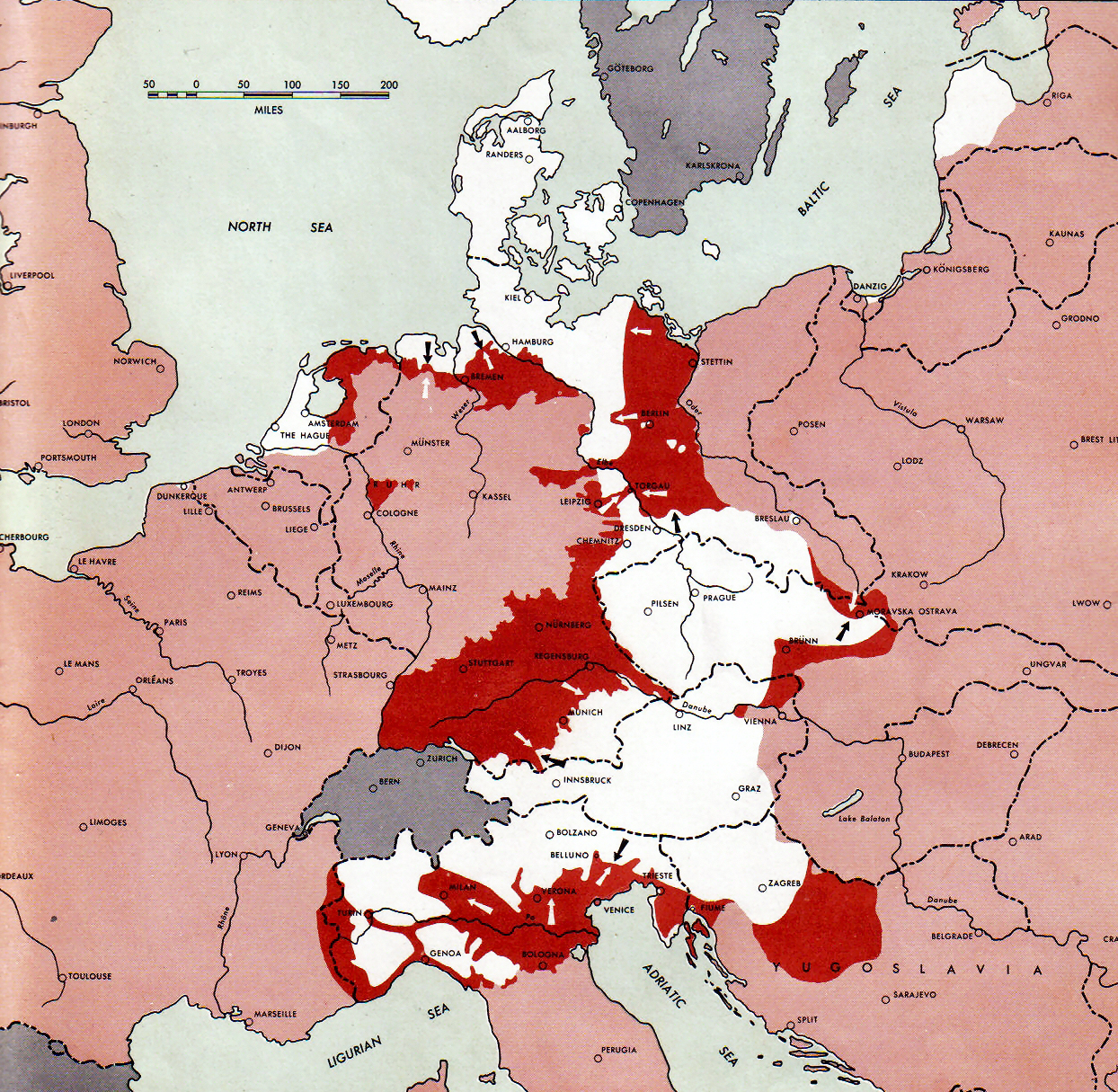
Vojenská situace 1. května 1945: území pod kontrolou Němců (bíle) a území ztracená Němci v dubnu (červeně)

Do boje vstupovala sovětská vojska s impozantní silou. Německé armády měly zhruba 900 000 vojáků seskupených ve dvou armádních skupinách Střed – Mitte a Východní Marka – Ostmark. Část tohoto vojska však postupovala na Linec a tak se objevuje údaj, že německé armády Ostmark na jihovýchodní Moravě čítaly okolo 150 000 vojáků. Podle hlášení OKW měla armáda Mitte a podřízená armáda Ostmark v květnu 600–650 000 vojáků, podle výpovědi Schörnera jeho armáda měla 500 000.
Proti této stále impozantní síle stál 1. ukrajinský front Koněva čítající 980 000 příslušníků (včetně 69 522 vojáků 2. polské armády, 5.pěších divizí a tankový sbor, Dále 2. ukrajinský front Malinovského 710 000 příslušníků (včetně 139 432 vojáků 1. a 4. rumunské armády) a 4. ukrajinský front 410 000 příslušníků (včetně 48 400 vojáků 1. československého armádního sboru). Vojska Rudé armády tvořilo 1 770 637 vojáků, 151 divizí, 14 tankových a mechanizovaných sborů, 18 brigád. Nesovětská spojenecká vojska tvořilo dohromady 257 354 vojáků. Dohromady tvořilo seskupení tří frontů a všech armád teoreticky 2 027 991 vojáků. Podle oficiálních údajů k 1. lednu 1945 sloužilo v armádách 1., 2. a 4. ukrajinského frontu celkem 1 049 229 Rusů, 610 668 Ukrajinců, a 39 476 Bělorusů.
Převaha spojenců měla výhodu v poměru sil u děl a minometů 3 : 1 (29 496 : cca 9000), v bojových letounech 3 : 1 (3014 : cca 1000) a v tancích a samohybných dělech měla také převahu 1808 obrněnců proti 876 německým..
Němci se však mohli spoléhat na dobře členěnou obranu i přírodní bariéru nejen pohraničních pohoří, ale také o Oderské vrchy, Drahany, Zábřežskou vrchovinu a Českomoravskou Vysočinu. K zákopovým a opevňovacím pracím bylo v závěru války i pod hrozbou trestu smrti nuceno české civilní obyvatelstvo. Na druhou stranu morálka většiny německých a zejména maďarských vojsk v této době již byla nízká a o válečné porážce již nebylo žádných pochyb a hlavním cílem vojáků bylo dostat se do amerického zajetí.

## 6. květen
Hlavní útok za Prahu začal po poledni dne 6. května, kdy se vojska 1. ukrajinského frontu u Riesy poblíž Drážďan dala do pohybu. Rychlé tankové úderné skupiny 3. a 4. gardové tankové armády obešly Drážďany a postupovaly směrem ke Krušným horám na Mostecko, Lounsko a Kladensko. Německá armáda v tomto prostoru kladla jen slabý odpor a tak jednotky postupovaly poměrně rychle, a to i vzhledem k deštivému počasí.

## 7. květen

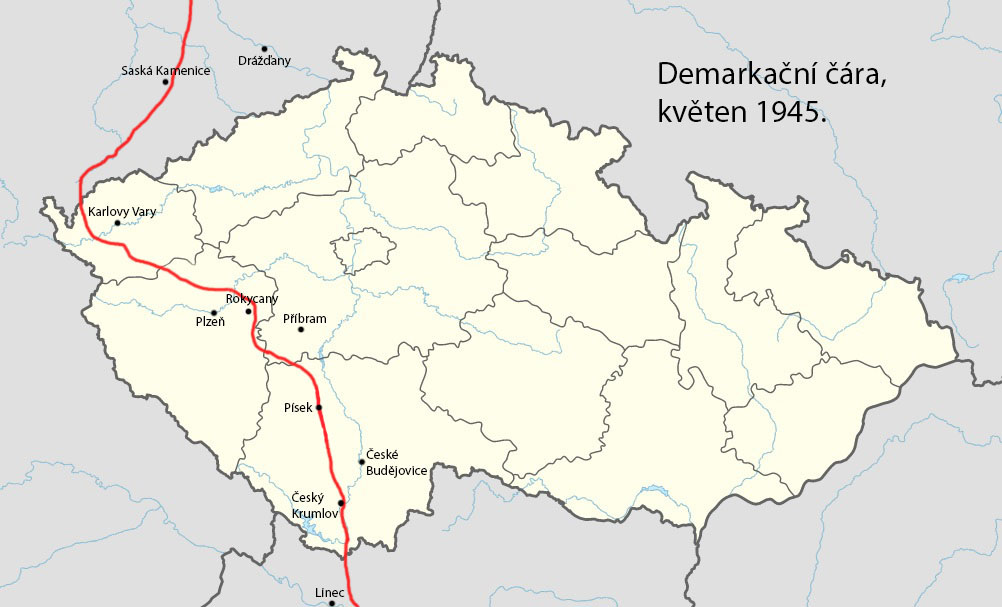
Demarkační linie mezi sovětskými a americkými silami, květen 1945

Dne 7. května začaly z oblasti Moravy na západ i útoky 2. ukrajinského frontu pod velením maršála Rodiona Malinovského, který zakončoval Bratislavsko-brněnskou operaci a 4. ukrajinského frontu generála Andreje Jeremenka, které se krátce před tím účastnily Ostravsko-opavské operace. Další sovětské jednotky útočily přes severní Rakousko směrem k Českým Budějovicím. Němečtí fašisté soustředění ve strategickém trojúhelníku Prostějova, Přerova a Olomouce, ale neustávali v boji až do 8. května, kdy byly města osvobozena společně s Jihlavou.
Velmi těžké boje v posledních válečných dnech probíhaly okolí Tovačova, obcí Skalka, Klenovice na Hané, Čelčice, Pivín, Ivaň a Klopotovice. Těžké boje s nasazením tanků představovala největší tanková bitva květnových dnů u Tovačova. Například obec Pivín musely osvobodit sovětské jednotky hned dvakrát. Boje zde probíhaly od 1. května.

#### Kapitulační akt Jodla
Dne 7. května Německo v zastoupení náčelníka štábu OKW ozbrojených sil generálplukovníka Alfréda Jodla podepsalo bezpodmínečnou kapitulaci v sídle Vrchního velení spojeneckých expedičních sil v Remeši. Platnost složení zbraní byla stanovena od 8. května 23:01. Kapitulaci podepsal vrchní velitel spojeneckých vojsk generál Dwight D. Eisenhower a za sovětskou stranu generál Ivan Susloparov. O celé záležitosti byl informován Stalin, avšak unáhlil se a těsně po podpisu telefonicky vetoval dohodu a tak trval na podpisu nového kapitulačního dokumentu v Berlíně, také za přítomnosti zástupce Francie. Tento právní dokument totiž nebyl ratifikován vrchním velitelem sovětských ozbrojených sil maršálem Žukovem a vrchním velitelem německých vojsk Wilhelmem Keitelem a prezidentem Třetí říše admirálem Dönitzem.
V noci ze 7. na 8. května překročily úderné skupiny Rudé armády v prostoru hraničních přechodů Cínovec, Moldava a Mníšek předmnichovské hranice a pokračovaly v útoku směrem na Teplice a Duchcov. Do všeobecného útoku se pustila ze severu a severozápadu 3. gardová tanková armáda generálplukovníka Pavla Rybalka z čáry Sasko – Lužice– Slezsko, kde byla rozmístěna s jednotkami spojenecké 1.Polské armády. Tato vojenská síla se dala do pohybu směrem k severním československým hranicím.

## 8. květen 1945

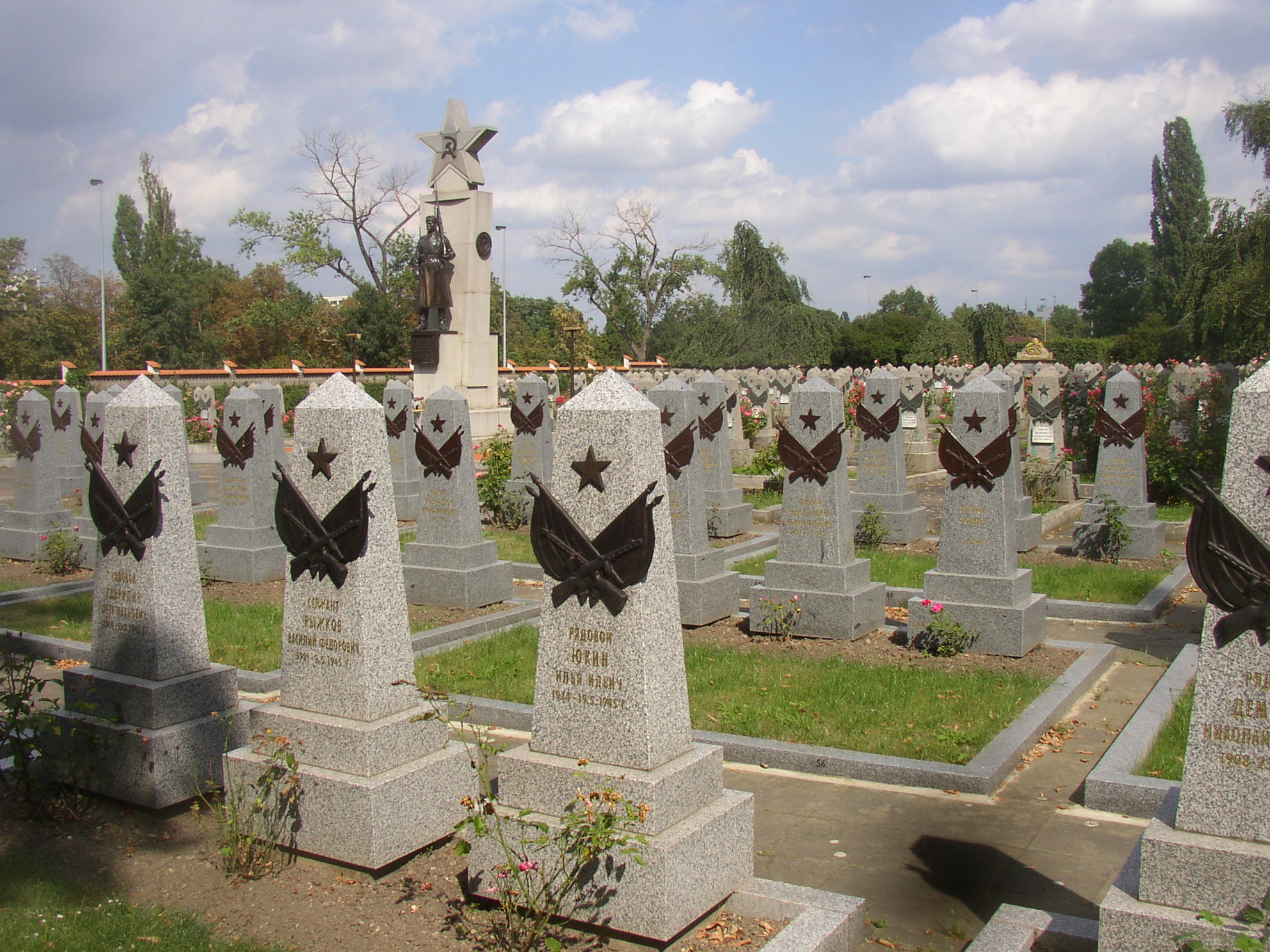
Olšanské hřbitovy: Čestné pohřebiště příslušníků Rudé armády, padlých při osvobozování Prahy

Na Moravě jednotky 4. ukrajinského frontu dosáhly 8. května německý obranný výběžek u Prostějova, Přerova a Olomouce a jeho vojskům se v součinnosti s jednotkami 1. čs. armádního sboru podařilo proniknout na čáru Jeseník – Šumperk –Litovel - Olomouc - Prostějov. Tento den byla osvobozena také Jihlava a Němci do večera vyklidili Svitavy.
Situace českých povstalců začínala být kritická, neměli dost zbraní ani střeliva. V časných ranních hodinách 8. května začal dosud nejmohutnější německý útok na Prahu za použití tanků, děl a letadel. Ačkoliv Sověti postupovali, nebylo jasné, kdy budou moci dorazit na pomoc Praze. Leteckou podporu povstalcům neposkytli a také v tom bránili Američanům. Velitel německých vojsk v Praze generál Rudolf Toussaint nakonec začal s povstalci vyjednávat o zastavení bojů. V byl 16:00 mezi Touissantem, ČNR a velitelstvím Bartoš sepsán Protokol o provedení formy kapitulace německých branných sil, v platnost měl vstoupit v 18:00 téhož dne. Němci měli dle dohody přestat bojovat a propustit všechny zajatce a internované osoby. Za to jim měl být umožněn volný odchod z Prahy směrem k Američanům. Letadla a těžkou vojenskou techniku měli zanechat na místě. Ojedinělé skupinky nacistických fanatiků kapitulaci nerespektovaly a pokračovaly v boji.
V severních Čechách pokračovala v útoku 4. tanková armáda gen. Dmitrije Leljušenka a 1. gardová armáda Andreje Grečka směrem na Louny a na Terezín.[zdroj?] U Žatce zajaly jednotky ustupující kolonu se štábem polního maršála Ferdinanda Schörnera, který prchal z lázní Velichovek u Jaroměře.[zdroj?] Poslední německý polní maršál však předtím celou svoji armádu opustil, přestože sám trestem smrti za poraženectví trestal všechny dezertéry nebo vojáky (včetně vyšších důstojníků) nalezené v civilním oděvu.[zdroj?] Odletěl letadlem do Rakouska do amerického zajetí, kde byl v Salcburku rozpoznán v pracovním oděvu.[zdroj?]
Večer 8. května dělostřelecká baterie Waffen-SS provedla před ústupem palebný přepad Karlova. Ze svých pozic na Pankrácké pláni se Kampfgruppe SS začala stahovat na jih kolem půlnoci. Němci ovšem před stažením z Pankráce zapálili ve 21.20 na Zelené Lišce sklad dělostřelecké munice. Detonace nábojů z tohoto skladu pak tvořila zvukovou kulisu v noci z 8. na 9. květen a vytvořila iluzi pokračujícího dělostřeleckého ostřelování.
Večer 8. května dostal plk. Emil Strankmüller v Londýně od Oddělení pro zvláštní operace (SOE) zprávu o tom, že pokud Němci budou pokračovat v bojových operacích i po nulté hodině 9. května, mohou v Praze Američané zasáhnout. Do půlnoci z 8. na 9. května, kdy měl vstoupit v platnost kapitulační akt z Remeše, úderné mechanizované skupiny 1. ukrajinského frontu postoupily až do Loun. Ostatní oddíly tohoto frontu postoupily do těsné blízkosti západních a severních hranic předmnichovského Československa.

## 9. květen

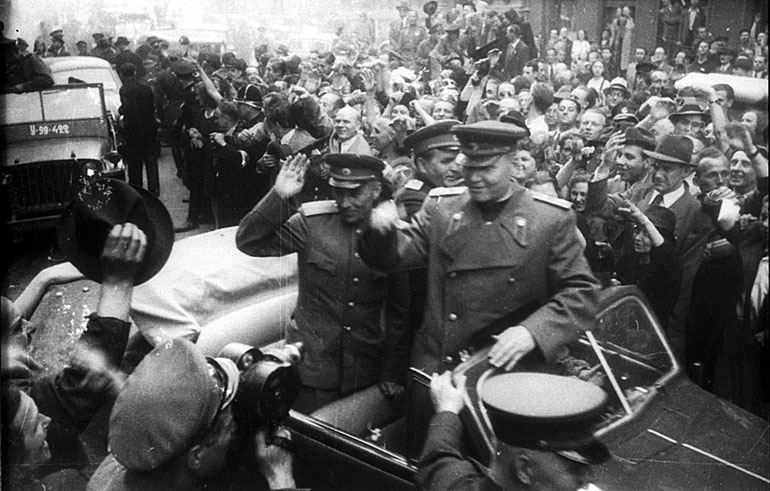
Sovětská vojska v Praze – maršál Koněv, foto: Karel Hájek

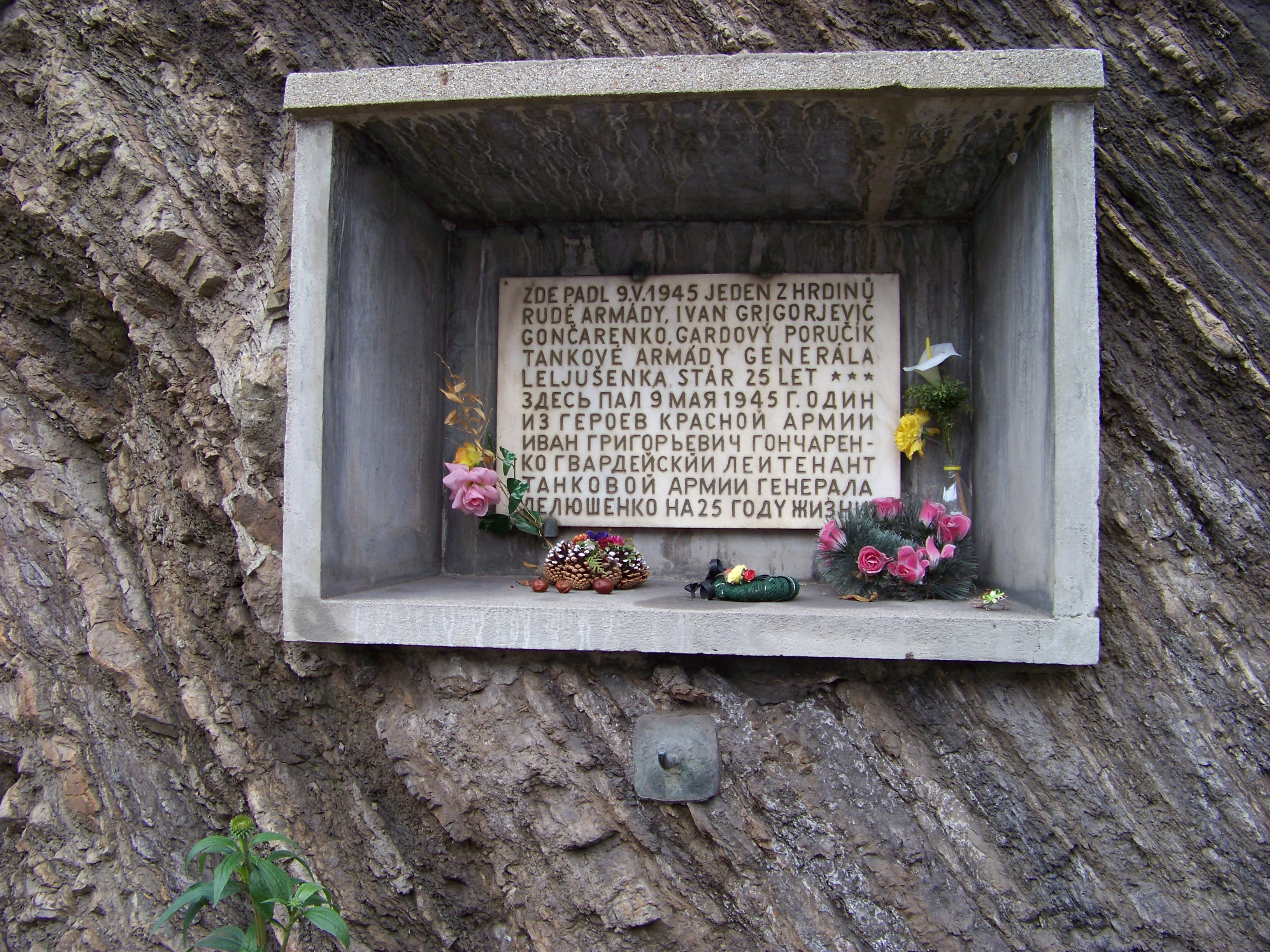
Památník na místě, kde 9. května padl Ivan Hončarenko.

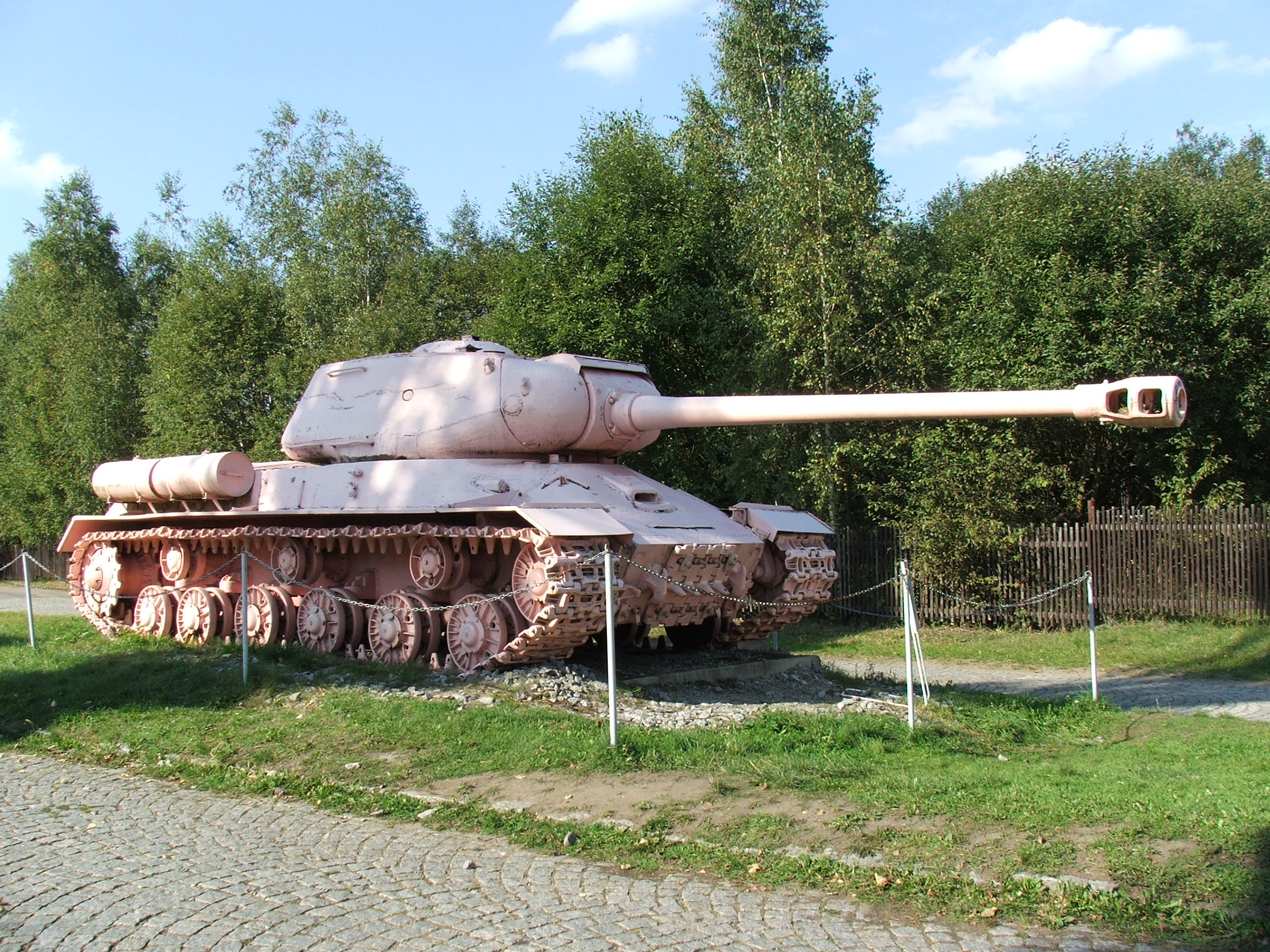
Tank č. 23 – sovětský tank IS-2, původně památník osvobození v Praze, v roce 1991 přebarven na růžovo a poté umístěn v muzeu v Lešanech

Dne 8. května ve 23:01 hod středoevropského času (01:01 hodin východoevropského a moskevského času), byl podepsán Akt bezpodmínečné kapitulace nacistického Německa, jenž se uskutečnil v Berlíně. Ratifikoval ji vrchní velitel německých ozbrojených sil polní maršál Wilhelm Keitel a za sovětskou stranu, vrchní velitel sovětských ozbrojených sil maršál Georgij Žukov. Účastnili se jí také zástupci spojeneckých vojsk USA, Velké Británie a Francie.
O půlnoci z 8. na 9. května vydal velitel Vojenského velitelství Velké Prahy generál Karel Kutlvašr rozkaz, kterým doplnil nařízení vydané rozhlasem o německé kapitulaci. Povstaleckým jednotkám nařídil, aby jako součást spojeneckých sil zůstaly vázány klidem zbraní do půlnoci 9. května. Zakázal jakoukoliv útočnou bojovou činnost a
palbu, s výjimkou sebeobrany. Navzdory 2. článku kapitulační listiny však nadále docházelo na celé čáře fronty k ničení nepotřebné německé techniky a materiálu a k ústupu německých sil, které se většinou bezvýsledně pokoušely dostat do amerického zajetí. Během rána v Hájích u Bílého Beránka odevzdali Němci část své těžké výzbroje čs. armádě.
V časných ranních hodinách přijel do Prahy na Klárov první střední ruský tank T-34/85 s číslem I-24.
Bojové akce Rudé armády a spojenců 9. května prakticky spočívaly v pronásledování německých jednotek, přičemž místně docházelo ještě k drobným vojenským střetům. 4. ukrajinský front postupoval od Svitav na Litomyšl - Pardubice - Kolín - Praha. 2.ukrajinský front postupoval ve třech hlavních směrech na Pelhřimov - Vlašim - Benešov u Prahy. Druhý hlavní směr směřoval na Jindřichův Hradec a jižní Čechy - Veselí nad Lužnicí - Tábor a levé křídlo postupovalo z Rakouska na Gmünd - České Velenice a České Budějovice.
9. května v časných ranních hodinách pronikla vojska 1. ukrajinského frontu ze směru od Slaného a Veltrus a jako první dorazily do Prahy Rybalkovy tanky. Do středních Čech a do Prahy postupovala téhož dne sovětská vojska prakticky ze všech směrů. Velké německé jednotky již Prahu opustily, a tak docházelo pouze k ojedinělým bojům. Již v devět hodin ráno hlásil Koněv, že Praha je plně vyčištěna a osvobozena od nepřítele. Celkem při bojích v Praze ztratila Rudá armáda 30 vojáků a jediný tank.
Po obsazení Prahy se Sověti vydali pronásledovat ustupující německé vojáky, kteří se snažili dostat do amerického zajetí. Američané ale v 19:00 uzavřeli svoji demarkační linii a další zajatce již nebrali. Někteří němečtí vojáci tak pokračovali v odporu do poslední chvíle, než aby padli do sovětského zajetí.

## 10.–11. květen
10. května brzy ráno dorazila do Prahy prvosledová vojska Malinovského 2. ukrajinského frontu a Pardubice osvobodil 4. ukrajinský front. 1. československá tanková brigáda, které poslední boje svedla u Litovle 8. května a pokračovala na Svitavy a Kutnou Horu přijela do Prahy krátce po půlnoci 10. května Do 11. května docházelo k likvidaci posledních ohnisek německého odporu. I poté však ještě sovětské jednotky i spojenečtí vojáci československé, rumunské a polské armády čistili lesy od zběhlých a skrývajících se německých vojáků. Odminovávali cesty, infrastrukturu a mosty. Sovětská vojska zůstala na osvobozeném území do listopadu 1945, kdy (stejně jako americké jednotky) Československo opustila.

## Násilnosti německých vojáků

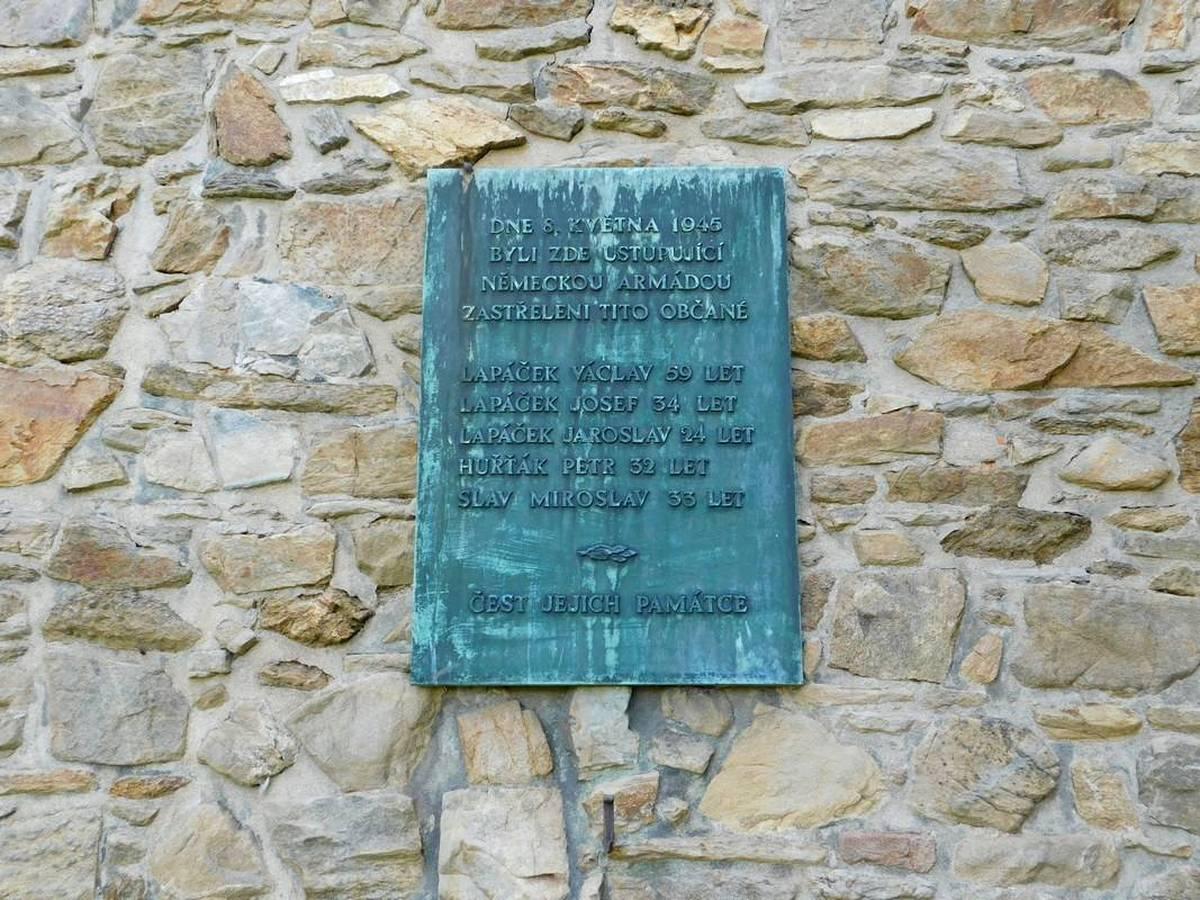
Pamětní deska Čechů zastřelených německými vojáky 8. května 1945 v Čechticích

Na některých místech v Československu se němečtí vojáci dopouštěli násilností na domácím obyvatelstvu a dalších osobách, včetně masakrů českých civilistů a zajatých povstalců. Většina německých válečných zločinů spáchaných v květnu 1945 zůstala po válce nepotrestána, protože Západní Německo nejevilo ochotu vydávat podezřelé německé občany do Československa.
Bezbranné civilní osoby byly brány jako „rukojmí“ při potlačování květnové povstání českého lidu. Masakry se uskutečnily v Javoříčku, Ploštině, Prlově, Německém Brodu, Třešti, Přerově, Zlatníkách, Dolních Břežanech, Lahovicích, Psárech u Jílového a na mnoha dalších místech a vyvrcholily při Pražském povstání. Odhaduje se, že v Praze si povstání vyžádalo 1694 českých životů, na českém a moravském venkově zahynulo přibližně dalších 8 tisíc občanů, přičemž v počtu obětí jsou zahrnuti jak lidé, kteří bojovali proti okupantům, tak i povražděné civilní osoby.

## Sovětské represe
Na některých místech v Československu se rudoarmějci dopouštěli násilností na domácím obyvatelstvu a dalších osobách. Civilisty okrádali o hodinky a boty, místy dokonce znásilňovali dívky. Příslušníci tajné služby NKVD a vojenské kontrarozvědky Směrš procházeli pražské nemocnice a vyhledávali příslušníky Ruské osvobozenecké armády (tzv. vlasovce), které považovali za zrádce. Těžce zraněné vojáky vyvlékali z postelí, ubíjeli a jejich těla házeli do neoznačené jámy. Další příslušníci ROA byli zatýkání a deportováni do gulagů na Sibiři.
Kromě toho byli zatýkání a deportováni "bílí" - emigranti, kteří utekli z Ruska po bolševické revoluci a v roce 1945 už měli povětšinou československé občanství. Unášeni byli i zcela nevinní lidé, především Slováci. Celkově šlo asi o 100 000 osob. Vrátila se jen malá část z nich. Československá vláda proti únosům protestovala, ale neměla sílu na ráznější kroky.
11. května sdělili Sověti československé vládě, že považují členy odbojové České národní rady (ČNR) za zrádce, protože vyjednávali s Němci i vlasovci a Němcům umožnili kapitulovat a odejít do amerického zajetí. Sověti požadovali odstranění a potrestání členů ČNR. Vláda proti tomuto nátlaku nijak neprotestovala. 31. května Sověti výzvu zopakovali, nově požadovali i potrestání důstojníků, kteří veleli pražskému povstání. Za vojenské velitele se ale postavil prezident Beneš, povýšil je a v armádě zůstali.